# Dominique Bijotat
Dominique Bijotat (Chassignoles, 3 gennaio 1961) è un allenatore di calcio ed ex calciatore francese, di ruolo centrocampista.

## Carriera

### Club
Gioca per più di un decennio con la casacca del Monaco portando a casa un titolo francese e tre coppe nazionali.

### Nazionale
Esordisce il 31 agosto 1982 contro la Polonia (0-4).

## Palmarès

### Giocatore

#### Club
- Campionato francese: 1

Monaco: 1981-1982
- Coupe de France: 3

Monaco: 1979-1980, 1984-1985, 1990-1991

#### Nazionale
- Oro olimpico: 1

Los Angeles 1984